# Johann von Schwarzenberg

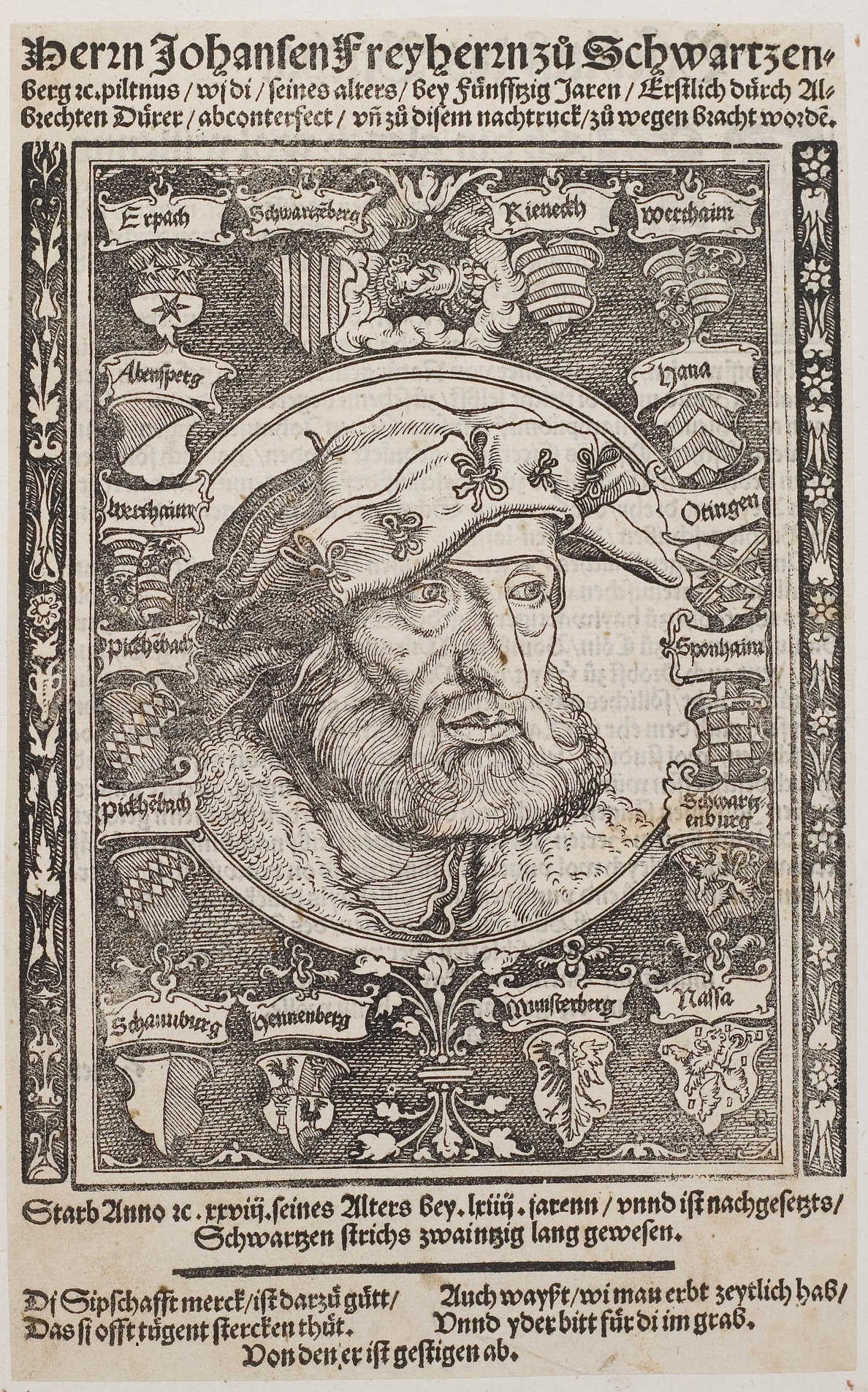
Albrecht Dürer: Johann von Schwarzenberg

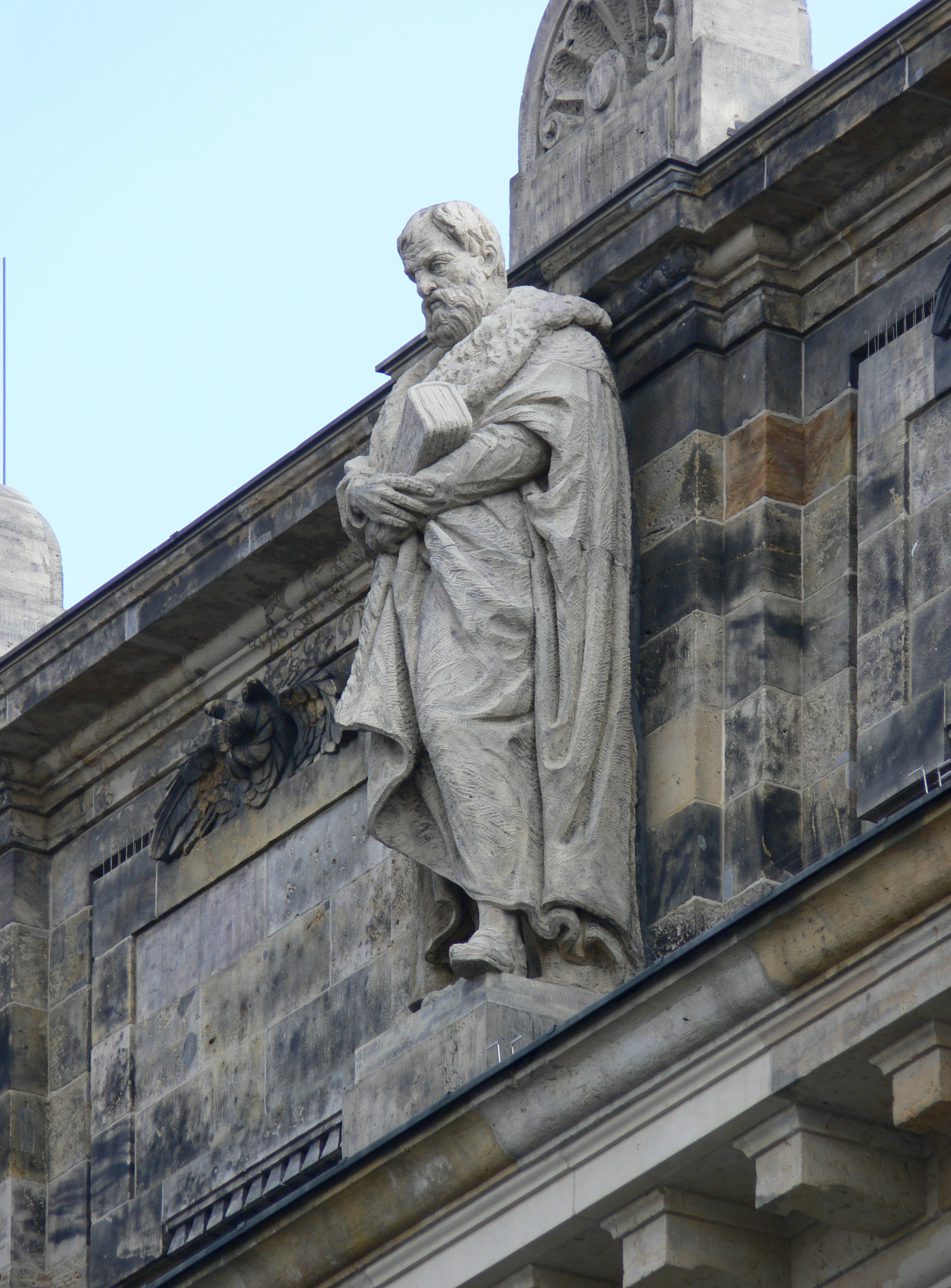
Statue Schwarzenbergs am Leipziger Reichsgerichtsgebäude

Johann Freiherr von Schwarzenberg und Hohenlandsberg aus dem Adelsgeschlecht Schwarzenberg, auch genannt Johann der Starke (* 25. Dezember 1463 auf Burg Schwarzenberg; † 21. Oktober 1528 in Nürnberg), war Hofmeister des Fürstbischofs von Bamberg und Verfasser der  Bamberger Halsgerichtsordnung. Da die Familie sich damals zu Schwarzenberg nannte, ist auch die Namensform Johann Freiherr zu Schwarzenberg verbreitet.

## Leben
Johann von Schwarzenberg war ein Sohn von Sigmund von Seinsheim, Freiherr zu Schwarzenberg († 1502) und der Eva Schenk von Erbach. Er erhielt die Erziehung eines jungen Adeligen mit Kampf und Sport ohne tiefere akademische Bildung. Aufgrund seines damaligen Lebenswandels beorderte sein Vater ihn aus dem Rheinland, wo er als Schildknappe diente, zurück und drohte ihm auch mit Enterbung. Schwarzenberg nahm später an Feldzügen wie 1488 nach Brügge zur Befreiung des inhaftierten Königs Maximilian I. teil. Er reiste 1493 ins Heilige Land. Zeittypisch war sein Werdegang von zahlreichen, teils parallel laufenden Dienstverpflichtungen geprägt. 1490 vom bayerischen Herzog Albrecht IV. zum Diener auf Lebenszeit ernannt, stand Johann von Schwarzenberg seit 1490 auch in Diensten des Würzburger Bischofs, u. a. als Amtmann, bischöflicher Rat (1499), Oberjägermeister (1503) und Hofmeister (1504/05). Mit dem Tod seines Vaters fiel Johann von Schwarzenberg 1502 die Herrschaft Schwarzenberg zu und er wurde Oberrichter in Windsheim.
Im Auftrag des Bamberger Fürstbischofs Georg III. Schenk von Limpurg verfasste er, der weder eine Lateinschule besucht noch Jura studiert hatte, „nach Rath der gelerten und ander verstendigen“ 1507 die Bamberger Halsgerichtsordnung, die sogenannte Bambergensis. Sie ist geprägt vom humanistischen Gedankengut italienischer Rechtsschulen (Römisches Recht) und war Basis für die spätere Constitutio Criminalis Carolina Karls V., die 1530 auf dem Augsburger Reichstag beschlossen und zwei Jahre später 1532 auf dem Reichstag in Regensburg ratifiziert wurde.
Schwarzenberg war ab 1507 ein Führer der fränkischen Ritterschaftsbewegung. Zwischen 1522 und 1524 war er Mitglied des Reichsregiments und in Abwesenheit Karls V. sogar Statthalter des Reichs.
Johann von Schwarzenberg verfasste zudem moralisch-satirische Gedichte, Bearbeitungen (vor allem von Ciceros „Officia“, die er anhand einer Übersetzung seines Kaplans anfertigte) und reformatorische Schriften. Der Sache Martin Luthers hatte er sich bereits früh angeschlossen und stand auch mit diesem in Korrespondenz. Im Jahr 1524 entführte Schwarzenberg sogar seine Tochter Barbara, eine Nonne und Klosterpriorin. Luther billigte diese Tat. Jedoch musste Schwarzenberg deshalb seinen Dienst beim Bischof von Bamberg aufgeben und geriet auch in Konflikt mit seinem Sohn Christoph, einem überzeugten Katholiken und Anhänger des Papstes.
An Schwarzenberg erinnert eine Statue am Nordflügel des Reichsgerichtsgebäudes in Leipzig (heute Sitz des Bundesverwaltungsgerichts), die dort neben Statuen anderer bedeutender Rechtsgelehrter steht (Eike von Repgow, Johann Jacob Moser, Karl Gottlieb Suarez, Paul Johann Anselm von Feuerbach und Friedrich Karl von Savigny).

## Familie
Mit seiner Frau, Kunigunde Gräfin von Rheineck hatte er nach der Überlieferung elf Kinder, darunter: 
- Christoph (1488–1538), bayerischer Hofrichter und Landhofmeister
- Paul (1497–1535), Domherr in Köln, Bamberg, Würzburg, Augsburg und Mainz, Dichter
- Friedrich (der Unglückliche) (1498–1561), württembergischer Obervogt, 1547–52 in Reichsacht
- Barbara (1490–1525), Priorin des Heiliggrabklosters in Bamberg
- Anna (1492–1520 oder 1532, ⚭ Melchior Freiherr von Seinsheim, † 1520)
- Kunigunde (* 1494, ⚭ Hans Walter von Laubenberg, * um 1475, kaiserlicher Rat)
- Helene (* 1495, ⚭ Ulrich VIII. Freiherr von Hohensax, um 1462–1538, eidgenöss. Hauptmann)
- Agnes (1499–1524, ⚭ Georg von Seckendorff zu Obernzenn, um 1481–1533, bambergischer Amtmann in Höchstadt/Aisch)

Johann von Schwarzenberg ließ außerdem seinen Neffen Georg Ludwig von Seinsheim in seinem Haus erziehen.